# Anopheles stigmaticus
Anopheles stigmaticus este o specie de țânțari din genul Anopheles, descrisă de Frederick Askew Skuse în anul 1889. Conform Catalogue of Life specia Anopheles stigmaticus nu are subspecii cunoscute.